# NOD-Maus
Die NOD-Maus (englisch Non-Obese Diabetic Mouse) ist ein Inzucht-Stamm der Farbmaus (Mus musculus), der aufgrund einer hohen Inzidenz an spontan auftretendem Diabetes mellitus in der experimentellen Diabetes-Forschung als Tiermodell für den insulinpflichtigen Typ-1-Diabetes eingesetzt wird. Sie wurde erstmals 1980 beschrieben und geht zurück auf Versuche bei Shionogi in Japan, deren ursprüngliches Ziel die Zucht von Mäusen mit erhöhter Anfälligkeit für Katarakte war. Durch entsprechende Untersuchungen konnte nachgewiesen werden, dass der Diabetes in der NOD-Maus durch Autoimmunprozesse hervorgerufen wird und damit hinsichtlich seiner Ätiologie Ähnlichkeiten zu dem vor allem im Jugendalter auftretenden insulinpflichtigen Typ-1-Diabetes des Menschen aufweist.
Wie beim menschlichen Typ-1-Diabetes geht dem Diabetes der NOD-Maus vor der Manifestation der Erkrankung eine als Insulitis bezeichnete entzündliche Infiltration von Zellen des Immunsystems in die Langerhans-Inseln der Bauchspeicheldrüse (Pankreas) voraus, die zu einer Zerstörung der insulinproduzierenden Betazellen führt. Gene im Haupthistokompatibilitätskomplex sind sowohl bei der NOD-Maus wie auch im Menschen die wichtigsten genetischen Risikomarker der Erkrankung. Eine weitere Ähnlichkeit zwischen dem Typ-1-Diabetes des Menschen und dem Diabetes der NOD-Maus ist das Auftreten von spezifischen Autoantikörpern, die gegen Antigene der Inselzellen gerichtet sind. Der Ausbruch der Erkrankung erfolgt bei der NOD-Maus ab der 14. Lebenswoche. Die Diabetes-Inzidenz liegt je nach Kolonie und Haltungsbedingungen bei 60 bis 80 Prozent für weibliche und 20 bis 30 Prozent für männliche Tiere. Neben der Anfälligkeit für Diabetes zeigt die NOD-Maus auch ein gehäuftes Auftreten anderer Autoimmunerkrankungen wie beispielsweise Autoimmunthyreoiditis, Polyneuropathie sowie eine SLE-ähnliche Krankheit. Darüber hinaus ist in NOD-Mäusen auch eine Autoimmunhepatitis, die sogenannte experimentelle murine Autoimmunhepatitis (emAIH), induzierbar.
Die NOD-Maus ist in der experimentellen Diabetes-Forschung neben der BB-Ratte das dominierende Tiermodell für den menschlichen Typ-1-Diabetes, insbesondere zu immunologischen und genetischen Aspekten sowie für die Untersuchung neuer Ansätze zur Prävention und Therapie der Erkrankung. Der Diabetes der NOD-Maus unterscheidet sich vom Typ-1-Diabetes des Menschen vor allem durch die geschlechtsspezifischen Unterschiede in der Erkrankungsinzidenz sowie durch einen vergleichsweise milden Verlauf der diabetischen Ketoazidose. Neben dem NOD-Hauptstamm sind vor allem die NOD/SCID-Maus, die kein adaptives Immunsystem besitzt, und die NOD/BDC-2.5-Maus, die einen transgenen T-Zell-Rezeptor gegen ein Antigen des Pankreas trägt, von Bedeutung für die experimentelle Diabetes-Forschung.